# Lancer du disque masculin aux Jeux olympiques d'été de 1972
Navigation
Mexico 1968 Montréal 1976
L'épreuve du lancer du disque masculin aux Jeux olympiques de 1972 s'est déroulée les 1er et 2 septembre 1972 au Stade olympique de Munich, en République fédérale d'Allemagne.  Elle est remportée par le Tchécoslovaque Ludvík Daněk.

## Résultats

### Finale
| Rang               | Athlète        | Pays               | Marque | Essais | Essais | Essais | Essais | Essais | Essais |
| Rang               | Athlète        | Pays               | Marque | 1      | 2      | 3      | 4      | 5      | 6      |
| ------------------ | -------------- | ------------------ | ------ | ------ | ------ | ------ | ------ | ------ | ------ |
| Médaille d'or      | Ludvík Daněk   | Tchécoslovaquie    | 64.40  | 58.12  | 60.38  | 62.38  | 62.54  | 61.70  | 64.40  |
| Médaille d'argent  | Jay Silvester  | États-Unis         | 63.50  | 62.12  | x      | 63.50  | x      | x      | 62.86  |
| Médaille de bronze | Ricky Bruch    | Suède              | 63.40  | 59.12  | x      | 61.52  | 62.76  | 63.40  | 62.60  |
| 4                  | John Powell    | États-Unis         | 62.82  | 61.92  | 62.82  | 60.44  | x      | 61.38  | x      |
| 5                  | Géza Fejér     | Hongrie            | 62.62  | 62.50  | 62.56  | x      | x      | 61.50  | 62.62  |
| 6                  | Detlef Thorith | Allemagne de l'Est | 62.42  | 61.74  | 62.42  | 61.06  | x      | 59.88  | x      |
| 7                  | Ferenc Tégla   | Hongrie            | 60.60  | 58.38  | 59.66  | 57.40  | x      | 58.16  | 60.60  |
| 8                  | Tim Vollmer    | États-Unis         | 60.24  | 59.26  | 60.24  | x      | x      | x      | 58.54  |
| 9                  | Pentti Kahma   | Finlande           | 59.66  | 57.20  | 58.92  | 59.66  |        |        |        |
| 10                 | Silvano Simeon | Italie             | 59.34  | 58.80  | 59.34  | 58.36  |        |        |        |
| 11                 | Jorma Rinne    | Finlande           | 59.22  | 57.30  | 56.88  | 59.22  |        |        |        |
| 12                 | János Murányi  | Hongrie            | 57.92  | 57.92  | 57.16  | x      |        |        |        |
| 13                 | Namakoro Niaré | Mali               | 56.48  | 56.48  | 55.10  | x      |        |        |        |
| 14                 | Les Mills      | Nouvelle-Zélande   | 55.86  | x      | 54.48  | 55.86  |        |        |        |

## Légende
Records et Performances
- AR : Record continental (area record)
- CR : Record des championnats (championship record)
- MR : Record du meeting (meet record)
- NR : Record national (national record)
- OR : Record olympique (olympic record)
- PR : Record paralympique (paralympic record)
- PB : Record personnel (personal best)
- SB : Meilleure performance personnelle de la saison (season's best)
- WL : Meilleure performance mondiale de l'année (world leader)
- WJR : Record du monde junior (world junior record)
- WR : Record du monde (world record)

Circonstances et Conditions
- DNF : N'a pas terminé (did not finish)
- DNS : N'a pas pris le départ (did not start)
- DQ : Disqualification (disqualification)
- NM : Aucun essai valable enregistré (No Mark)
- Q : Qualifié « directement » au prochain tour (ou à la prochaine compétition), lors d'une compétition majeure, grâce au classement ou à la réalisation des minima (automatic qualifier)
- q : Qualifié au prochain tour (ou à la prochaine compétition), lors d'une compétition majeure, grâce au repêchage ou à la réalisation de l'une des meilleures performances parmi celles des « non qualifiés directement » (grâce au meilleur temps ou à la meilleure distance par exemple) (secondary qualifier)